# San Pedro, Spanien
San Pedro är en ort i Spanien.   Den ligger i provinsen Provincia de Albacete och regionen Kastilien-La Mancha, i den centrala delen av landet, 220 km sydost om huvudstaden Madrid. San Pedro ligger 838 meter över havet och antalet invånare är 1 277.
Terrängen runt San Pedro är platt åt nordväst, men åt sydost är den kuperad. Runt San Pedro är det glesbefolkat, med 9 invånare per kvadratkilometer. Närmaste större samhälle är Balazote, 7,1 km norr om San Pedro. Trakten runt San Pedro består till största delen av jordbruksmark.